# Mechterstädt
Mechterstädt ist ein Ortsteil der Landgemeinde Hörsel im Nordwesten des thüringischen Landkreises Gotha.

## Geographie

### Geographische Lage
Mechterstädt liegt an der Westgrenze des Landkreises Gotha. Durch das Dorf fließt der Fluss Hörsel.

### Ausdehnung des Gebiets
Die Gesamtfläche der Gemarkung Mechterstädt beträgt 1242 Hektar.

## Geschichte

### Anfänge bis zum Dreißigjährigen Krieg

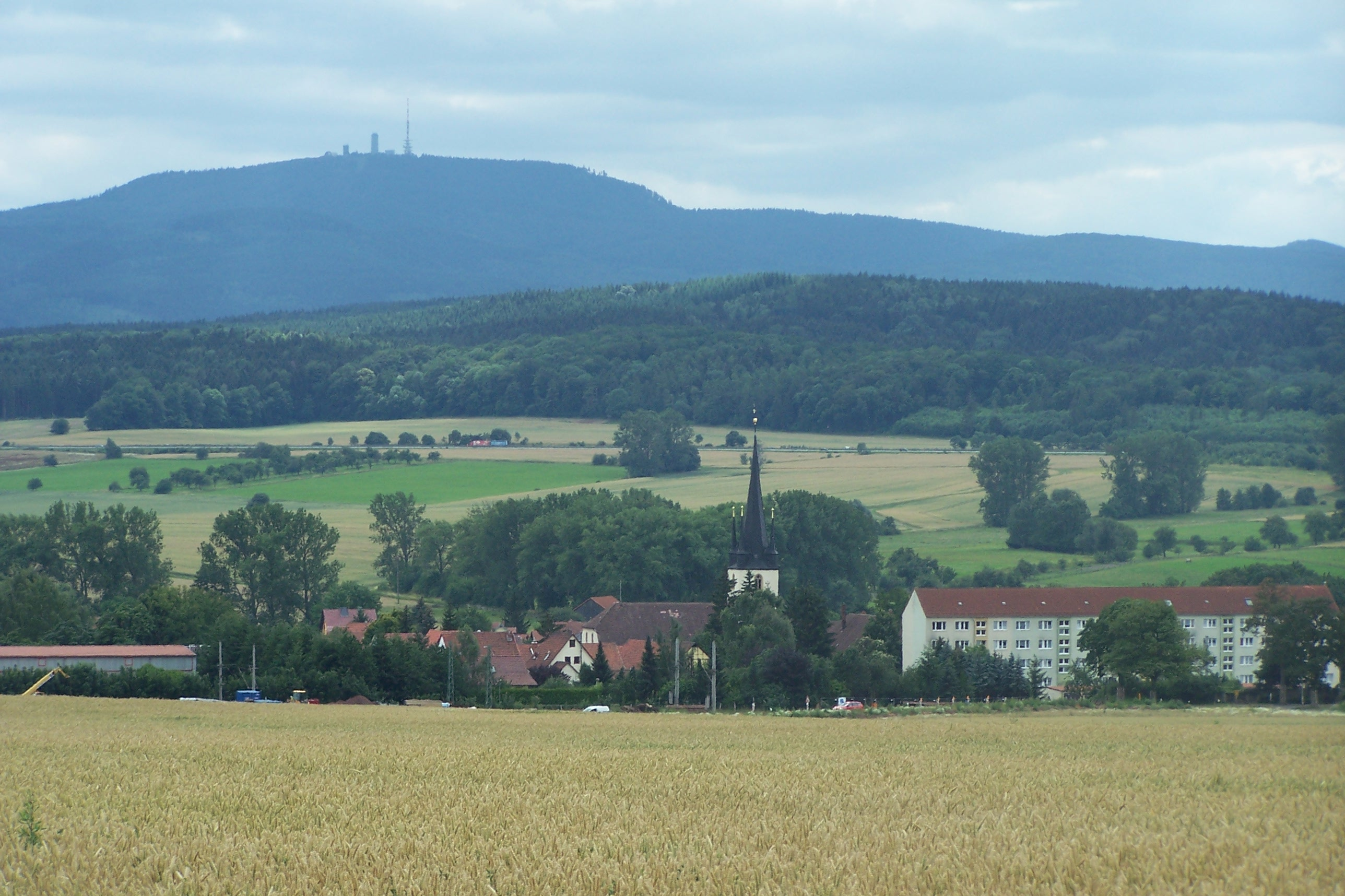
Mechterstädt

Erstmals erwähnt wurde Mechterstädt im Jahr 775. Der fränkische König Karl schenkte dem Kloster Hersfeld eine Hufe Landes in „villa Mehderstede“ (Dobenecker 1/n70). Dies geht aus dem Breviarium sancti Lulli Tafel 1, einem Hersfelder Güterverzeichnis hervor. Es handelt sich dabei um das Verzeichnis der Güter des vom Erzbischof Lullus († 786) von Mainz erbauten Klosters Hersfeld. Der Ort wurde auch als Mehtrichesstat erwähnt.
Vom 8. bis zum 14. Jahrhundert dauerte die klösterliche Lehensherrschaft unter den Klöstern Hersfeld, Fulda, Reinhardsbrunn und dem Katharinenkloster in Eisenach. Dann folgten mehrere Adelsfamilien. Um 1508 gehörten das Rittergut und ein Teil des Dorfes den Herren von Reckrodt, ein anderer Teil denen von Hopfgarten. Im Jahre 1525 beteiligten sich Mechterstädter Bauern, und zwar nur die Hopfgartischen Untertanen, an der Stürmung des Klosters Reinhardsbrunn. Diese wurden 14 Tage nach der Aufruhr vom Kurfürst zu einer außerordentlich hohen Strafe von 800 Gulden verurteilt. „Es waren damals 27 Hopfgartische Untertanen, so dass auf den Einzelnen im Durchschnitt 30 Gulden entfielen. 30 Gulden aber stellten den Wert von 10 Kühen dar“. In alten Dokumenten werden um 1531 die Herren von Reckrodt, namentlich Jobst von Reckrodt, als alleiniger Lehnsherr über den adligen Rittersitz, die Erb- und Obergerichte sowie den jure patronatus genannt. Nach 1592 verkaufte Herrmann von Reckrodt das Gut nebst allen Zugehörigkeiten und allen Gerechtigkeiten an die Herren von Hopfgarten, diese besaßen es über 40 Jahre.
Im Jahre 1642 wurde das Gut mit dem größten Teil der Untertanen, Gerichte und dem jure patronatus von Ernst Sittig von Hopfgarten an den Obrist-Wachtmeister Wolf Conrad von Gräfendorff. Die übrigen Untertanen behielt sich der von Hopfgarten vor, so hatte das Dorf stets zwei Gerichtsherren und auch zwei Schultheißen. Im Dreißigjährigen Krieg, 1631 bis 1648, hatte auch Mechterstädt, da es an zur damaligen Zeit bedeutenden und stark frequentierten Straßen (Via regia) lag, unter Plünderungen durch Kaiserliche und Schwedische Truppen zu leiden. Unzählige Male mussten die Bewohner flüchten und ihr Dorf im Stich lassen. Laut Seelenregister von 1642 war die Einwohnerzahl auf nur zwei Fünftel zurückgegangen. Dieses waren überwiegend alte Leute, Frauen und Kinder. Ab 1642 war Mechterstädt Grenzdorf des Herzogtums Sachsen-Gotha und Geleitseinnahme. Der Ort gehörte in dieser Zeit zum Hopffgartenschen Gericht.

### 1655 bis 1763
Ein weiterer schwerer Schicksalsschlag traf das Dorf im Jahre 1655, als ein Großbrand 87 von 120 Häusern vernichtete. Schon drei Jahre später waren, laut M. Füldners Seelenregister, 96 Häuser wieder bewohnt, und 1713 hatte Mechterstädt wieder 118 Häuser und 568 Einwohner.
An der Straße Frankfurt–Leipzig (via regia) lagen auch die beiden alten Fuhrmannsgasthöfe, der unter hopfgartischem Gericht und Lehen stehende „Zum goldenen Löwen“ und der Gräfendorffische „Zum weißen Roß“. Hier wechselten die Fuhrleute ihre Pferde.
1673 wurden dem Wirt und Zöllner Jacob Reinhardt die alten Malz- und Braurechte durch Herzog Ernst den Frommen erneut bestätigt, wurden diese kleineren Orten doch des Öfteren streitig gemacht. Im Jahre 1716/17 wurde an Stelle einer alten kleinen Kirche die heutige Marienkirche errichtet. Sie ist eine besondere Sehenswürdigkeit des Ortes. Im Jahre 1731 wurde der Hörsellauf reguliert, die große Schleife unterhalb der Stiede oder des Stierenhögkes, die ständig für die Überschwemmung des Unterdorfes verantwortlich war, wurde beseitigt. Im Siebenjährigen Krieg 1756–1763 herrschte im Ort wieder große Not durch Plünderungen und Kriegswirren.

### 1838 bis 1913
In den Jahren 1838/39 kaufte Herzog Ernst das Gräfendorffsche Rittergut nebst dem Hopfgartischen Anteil, und der Ort wurde nun ein Amtsdorf des Herzoglichen Justizamtes Tenneberg.
1842/43 wurde das Rittergut aufgelöst, die Gutsländereien vereinzelt und größtenteils den hiesigen Einwohnern käuflich überlassen. Alle darauf folgenden Abgaben wurden vom Herzoglichen Rentamte Tenneberg in festgesetzten Terminen eingenommen. Im Jahre 1843 verkaufte die Herzogliche Kammer auch die Waldung an die „92er Corporation“.
Der Bau der Eisenbahn in den Jahren 1845–1847 brachte viele Veränderungen für Mechterstädt. Der nördliche Teil des Dorfes erhielt durch den Bahnbau ein ganz neues Gesicht, denn die Nordausgänge des Dorfes waren durch die Bahnlinie abgeschnitten. Um einen Dorfeingang wiederherzustellen, wurde der Hopfgartische Schafhof, der an der Schenkgasse lag, ganz abgerissen, der Fuhrmannsgasthof „Zum goldenen Löwen“ wurde bis auf einen Teil des Gastgebäudes abgerissen, und der stehengebliebene Teil diente als Bahnmeistereigebäude. Nach Verlegung der Bahnmeisterei nach Wutha wurde auch dieser Teil abgebrochen und dadurch der neue Zugang in der Schenkgasse geschaffen. Die Stallungen und Wirtschaftsgebäude des Gasthofes „Zum weißen Roß“ mussten ebenfalls dem Bahnbau weichen. Die früher direkt ins Hainfeld mündende Schafgasse konnte von Norden her nur über die Bahnübergänge an der Schenkgasse und an der Hölzernen Gasse (heute Schulstraße) erreicht werden. 1866 führte nochmals die Nord-Süd-Straße den Krieg ins Dorf. Im Deutschen Krieg kamen Teile der hannoveranischen Armee über den Hainberg. Bei einem Scharmützel wurde der Hannoveraner Rohlfs getötet und auf dem alten Friedhof östlich der Schafgasse beigesetzt. 1885 folgte der Bahnhof Mechterstädt-Sättelstädt.

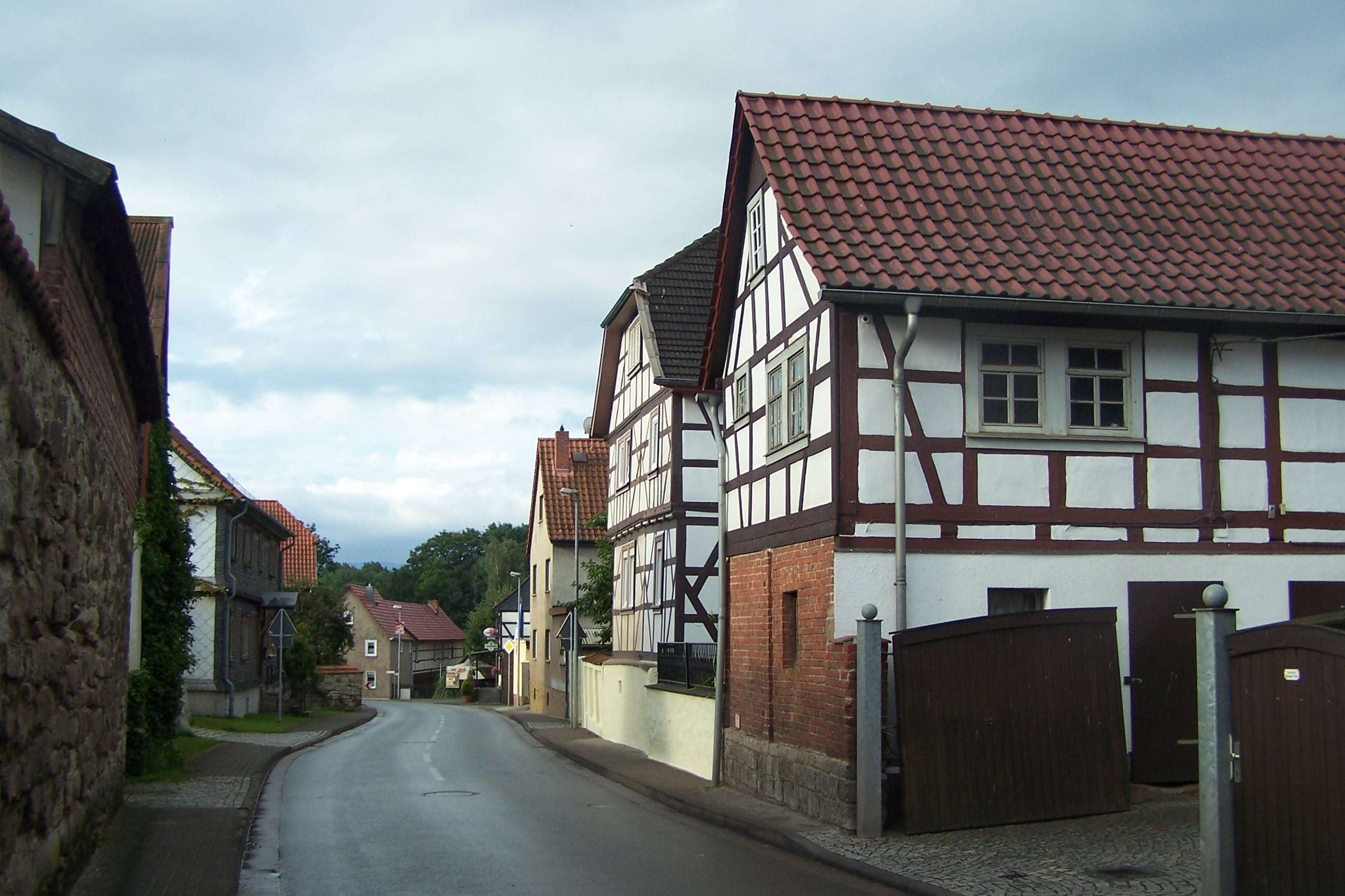
In der Ortslage

Brücken über die Hörsel bestanden zu dieser Zeit noch nicht im Dorf, der Fuhrverkehr erfolgte durch Furten. Die Fußgänger benutzten drei Holzstege, einen unter dem Kittel zur sogenannten Spicke, den Pfarrsteg gegenüber der Pfarrei und am Ausgang der Haingasse den „Steg“, der auf die damalige Sackgasse im Strauch mündete. Diese wurden bei Hochwasser oft weggerissen, so dass der südliche Teil des Dorfes vom Rest abgeschnitten war. 1857 wurde die erste neue Brücke bei der Mühle, die Pfeiler aus Stein und die Decke aus Holz, gebaut. Diese Brücke wurde im Jahre 1871 erneuert. 1891 errichtete man dann die Brücke zur Vippacher Gasse.
1875 wurde das neue Schulgebäude gegenüber der Kirche eingeweiht, bis dahin war das Schulhaus das Haus Hauptstraße 8. Am 3. Oktober 1880 wurde ein neues Schulgebäude geweiht in der so genannten „Hölzernen Gasse“, die bei diesem Anlass verbreitert und hergerichtet und nun den Namen „Schulgasse“ führte, und im Jahre 1899 wurde an dieses Haus noch angebaut. Es ist die heutige Grundschule.
Nachdem am 24. Juni 1847 die Bahnstrecke Gotha-Eisenach eingeweiht wurde, lag die Haltestelle Sättelstädt–Mechterstädt zwischen den beiden Orten, da die Einwohner beider Dörfer den Bau einer eigenen Haltestelle im Ort ablehnten. Da die Güterbeförderung der Bahn immer mehr an Bedeutung gewann, wurde Ende 1909 mit den Arbeiten zum Bau eines Güterschuppens begonnen. Durch den Bau des Güterbahnhofs und der Überholungsgleise wurde die bisherige Eisenbahnhaltestelle Sättelstädt-Mechterstädt zum Bahnhof IV. Klasse. Am 1. Mai 1911 wurde dann der Bahnhof für den Güterverkehr freigegeben. Da die Gemeinde Mechterstädt einen Großteil der Kosten zur Errichtung des Güterbahnhofes beigesteuert hatte, wurde am 1. Oktober 1911 die Haltestelle in Mechterstädt–Sättelstädt umbenannt.

### 1914 bis 1945
Im Ersten Weltkrieg wurden 139 Männer aus Mechterstädt im Alter von 17 bis 48 Jahren zum Kriegsdienst eingezogen. 24 von ihnen sind gefallen und fünf gelten als vermisst. An den Kriegsfolgen starben nach dem Krieg noch drei Männer.
1920 gelangte Mechterstädt durch die Morde von Mechterstädt während des Kapp-Putsches in die Schlagzeilen. Fünfzehn, von Marburger Studenten gefangene Arbeiter aus Thal wurden in der Gemarkung Mechterstädt entlang der heutigen Landesstraße 3007 erschossen.
Ab 1930 wurde mit der Bebauung der Auen- und Weststraße begonnen. 1938 wurde die damalige Reichsautobahn gebaut. Viele Fremdarbeiter, die beim Bau der Autobahn tätig waren, wohnten in Mechterstädt, teilweise mit ihren Familien.
Im Zweiten Weltkrieg gab es keine wesentlichen Zerstörungen, jedoch sind 89 Gefallene und Vermisste bekannt, in einigen Aufzeichnungen ist aber von 98 bis über 100 die Rede. Am 6. April 1945 rückten in Mechterstädt die Amerikaner ein und blieben bis Anfang Juli als Besatzungsmacht. Am 4. Juli 1945 wurden sie von den sowjetischen Truppen abgelöst.

### Nach 1945
Durch Zustrom von Heimatvertriebenen wuchs die Einwohnerzahl 1947/49 auf 1.430 an. Bei der Volkszählung 1946 wurden 1607 Einwohner gezählt. 1953 wurde der Bodelschwingh-Hof gebaut, 1974 eine Sporthalle und neue Schule. 1958 war eine LPG gegründet worden, 1970 eine KAP. 1975 konnte Mechterstädt den 1.200sten Jahrestag seiner Ersterwähnung feiern. Im Oktober 1989 begannen Friedensgottesdienste in der Kirche, und ein Runder Tisch nahm Einfluss auf die örtliche Politik.
Am 18. März 1994 war Mechterstädt eine der sieben Gründungsgemeinden der Verwaltungsgemeinschaft Hörsel. Durch Beschluss des Thüringer Landtags am 16. November 2011 konnte die Verwaltungsgemeinschaft Hörsel zum 1. Dezember 2011 aufgelöst und durch einen freiwilligen Zusammenschluss der zehn bisher selbstständigen Gemeinden Aspach, Ebenheim, Fröttstädt, Hörselgau, Laucha, Mechterstädt, Metebach, Teutleben, Trügleben und Weingarten die Landgemeinde Hörsel neu gebildet werden.
Am 18. April 1994 wurde Mechterstädt von einem verheerenden Hochwasser der Hörsel heimgesucht.

### Einwohnerentwicklung
Entwicklung der Einwohnerzahl (jeweils 31. Dezember):
| - 1994 – 1271 - 1995 – 1240 - 1996 – 1233 - 1997 – 1203 | - 1998 – 1210 - 1999 – 1187 - 2000 – 1189 - 2001 – 1197 | - 2002 – 1172 - 2003 – 1163 - 2004 – 1145 - 2005 – 1127 | - 2006 – 1132 - 2007 – 1121 - 2008 – 1115 - 2009 – 1068 | - 2010 – 1035 - 2014 – 1044 |

Datenquelle: Thüringer Landesamt für Statistik

## Politik

### Ehemalige Bürgermeister
Seit 2002 ist Dieter Specht ehrenamtlicher Bürgermeister der Gemeinde. Bei den Bürgermeisterwahlen am 27. Juni 2004 und am 6. Juni 2010 wurde er in seinem Amt bestätigt. Seine Amtszeit begann am 1. Juli 2010. Mit der Umwandlung zur Landgemeinde wurde er zum 1. Dezember 2011 zum Ortsteilbürgermeister (mit einer Amtszeit bis 2016).
- 1990–2002: Evelin Groß (CDU)[A 1][4][5]
- 2002–2011: Dieter Specht (SPD)[6][7][8]
- seit 2019: Tobias (Bießchen) Wolf (CDU)
- seit 2024: Marius-Fabian Fröhlich

## Kultur und Sehenswürdigkeiten

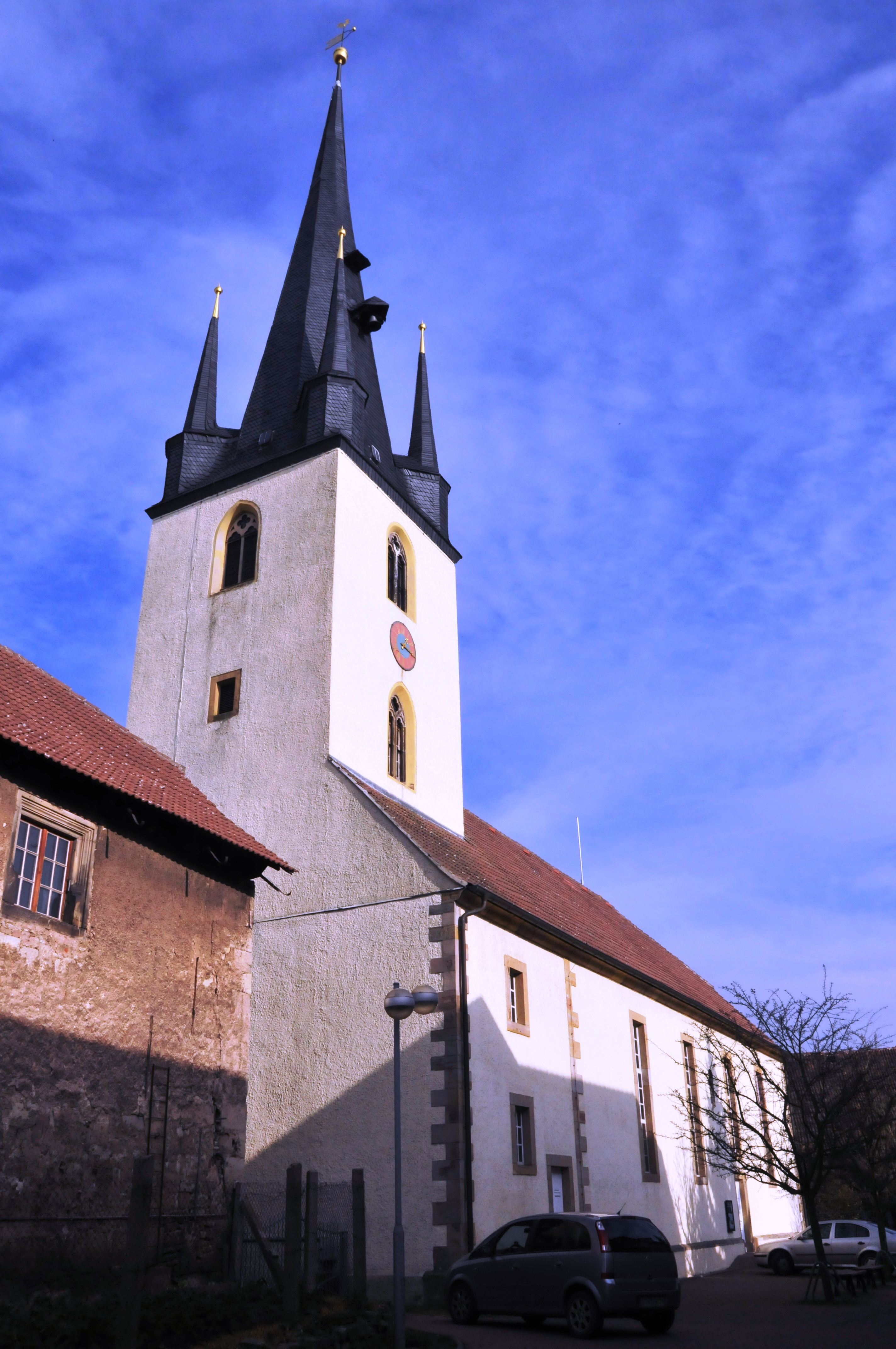
Die Marienkirche

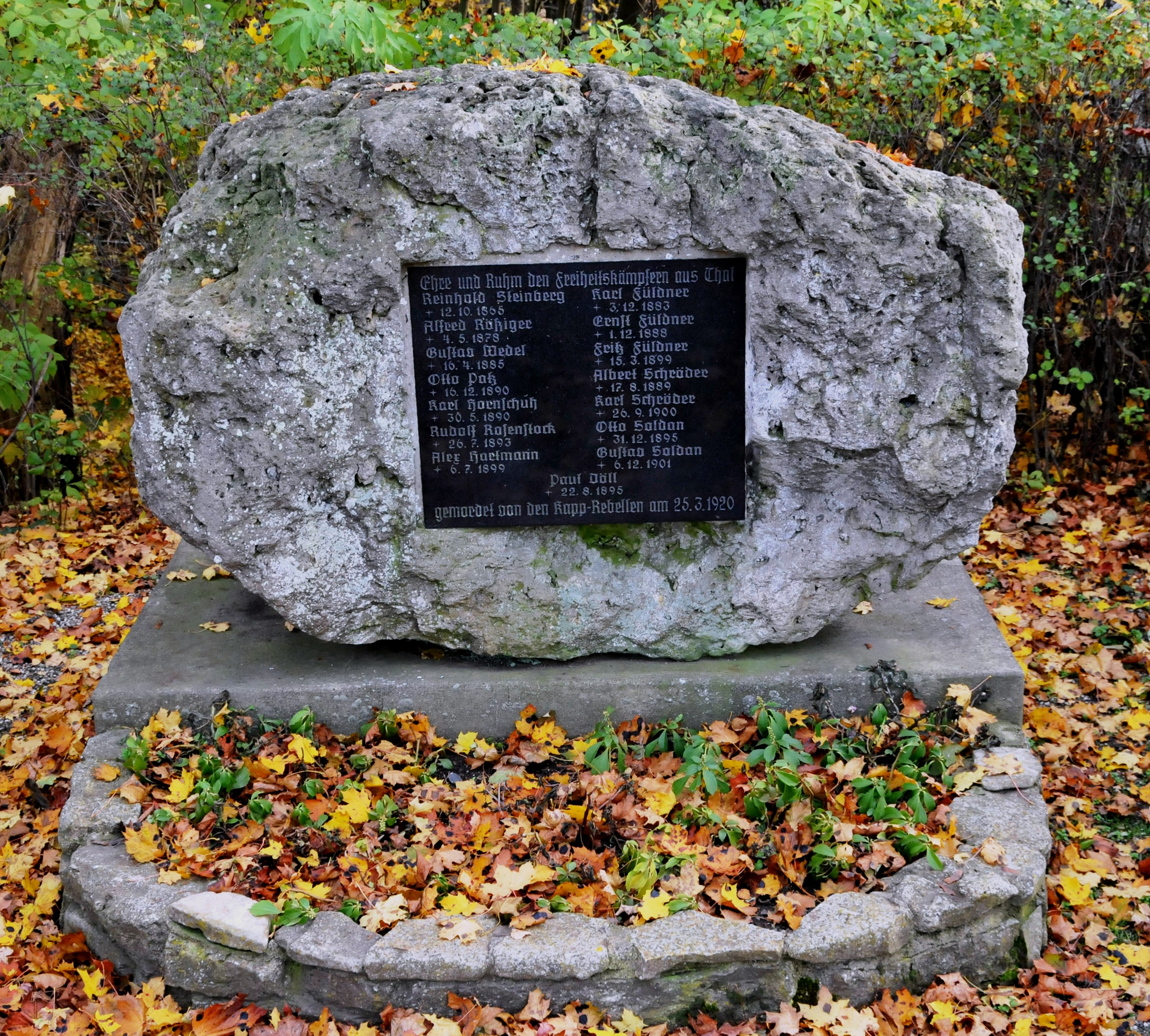
Gedenkstein für die Mordopfer

### Bauwerke
- Das Alte Steinhaus befindet sich in der Hauptstraße, nahe der Kirche. Es ist der bauliche Rest des mittelalterlichen Edelhofs von Mechterstädt. Das alte Steinhaus mit Gewölbekeller ist durch einen Durchgang mit einem Fachwerkhaus verbunden und bildet ein denkmalgeschütztes Ensemble. Beide Gebäude wurden in der jüngeren Vergangenheit zu Wohnzwecken genutzt, sind aber heute in der Substanz stark angegriffen.
- Die Marienkirche von 1716/1717 → Hauptartikel: Marienkirche (Mechterstädt)
- Ein Gedenkstein am Straßenrand, 50 Meter östlich vom Friedhof erinnert an die Toten der Ereignisse vom 25. März 1920, die als „Morde von Mechterstädt“ traurige Bekanntheit erlangten.

### Sport
Mitgliederstärkster Verein ist der Sportverein Victoria. Er vereint die Sportabteilungen Fußball, Leichtathletik, Tischtennis, Tennis und Frauengymnastik. Erfolgreich im Wettkampfbetrieb stehen die Fußballer in allen Altersklassen, die Leichtathleten und die Tischtennis-Spieler. Außerdem gründete sich im Oktober 1994 der Kegelsportverein Mechterstädt. Der KSV leistet sehr gute Nachwuchsarbeit und hat schon so einige Pokale und Titel erkämpft. Erwähnenswert sind auch der Sportfischerverein und der Verein der Sporttaubenzüchter.

#### Fußball
Im Jahre 1902 begann man in Mechterstädt mit dem Fußballsport. Seit 1931 hieß der Verein Gut Heil. Das erste Testspiel ging 1932 mit 6:1 gegen Ebenheim verloren. Fünf Jahre später versuchten die Verantwortlichen im Jugendspielbetrieb Fuß zu fassen. Nach einigen herben Rückschlägen ordneten sich die Kicker nach dem Zweiten Weltkrieg unter dem Namen Eintracht neu. Ein erstes Freundschaftsspiel gegen Mosbach sollte den Grundstein für die Punktspielteilnahme im Jahre 1946 (mit Aschara, Bufleben, Döllstädt und Gräfentonna) setzen. Ab 1951 übernahm die Maschinen- und Traktorenstation Mächterstädt die Trägerschaft des Sports. Ein Neubeginn der Eintracht erfolgte unter dem Namen Betriebssportgemeinschaft Traktor. Am 29. April 1961 zerstörte ein Hörsel-Hochwasser die gesamte Sportanlage. 1964 gewann der Verein den Bezirkspokal Goldener Traktor gegen Bad Tennstedt mit 1:0. 1966 wiederholte sich der Pokalsieg gegen Crawinkel mit 2:1. Im gleichen Jahr wurde der Jugendspieler Otto Wiegand zum FC Rot-Weiß Erfurt delegiert. 1973 konnte man in die erste Kreisklasse aufsteigen und 1978 holten sich die „Alten Herren“ den Kreismeistertitel. Am 10. August 1981 wurde in wenigen Stunden der gesamte Sportplatz überspült. Erst nach drei Jahren konnten alle Schäden beseitigt werden. Das neue Sportlerheim wurde am 26. Oktober 1981 eröffnet. Nun hatten alle Mechterstädter Sportsfreunde einen gemeinsamen Treffpunkt. Nach der Umbenennung des Vereins Anfang der 1990er Jahre stieg die Mannschaft 1993 in die zweite Kreisklasse ab. 1995 belegten die Alten Herren den zweiten Platz in der Hallenkreismeisterschaft, während die erste Mannschaft in die erste Kreisklasse aufsteigen konnte. 1996 errangen die Alten Herren ungeschlagen die Hallenkreismeisterschaft. Die erste Mannschaft stieg in die Kreisliga auf. Im gleichen Jahr verpasste die zweite Mannschaft nur knapp den Ausstieg aus der dritten Kreisklasse. Die E-Junioren wurden sowohl Kreispokalsieger als auch Kreismeister. Viele Erfolge folgten in den kommenden Jahren. 2002, im Jahr des 100-jährigen Bestehens des Mechterstädter Sportvereins, holte die erste Mannschaft alle drei zu vergebenden Titel im Landkreis Gotha und wurden dadurch Hallenkreismeister und Kreispokalsieger. Sie gewannen die Meisterschaft und stiegen somit in die Bezirksliga auf.

## Wirtschaft und Infrastruktur

### Verkehr

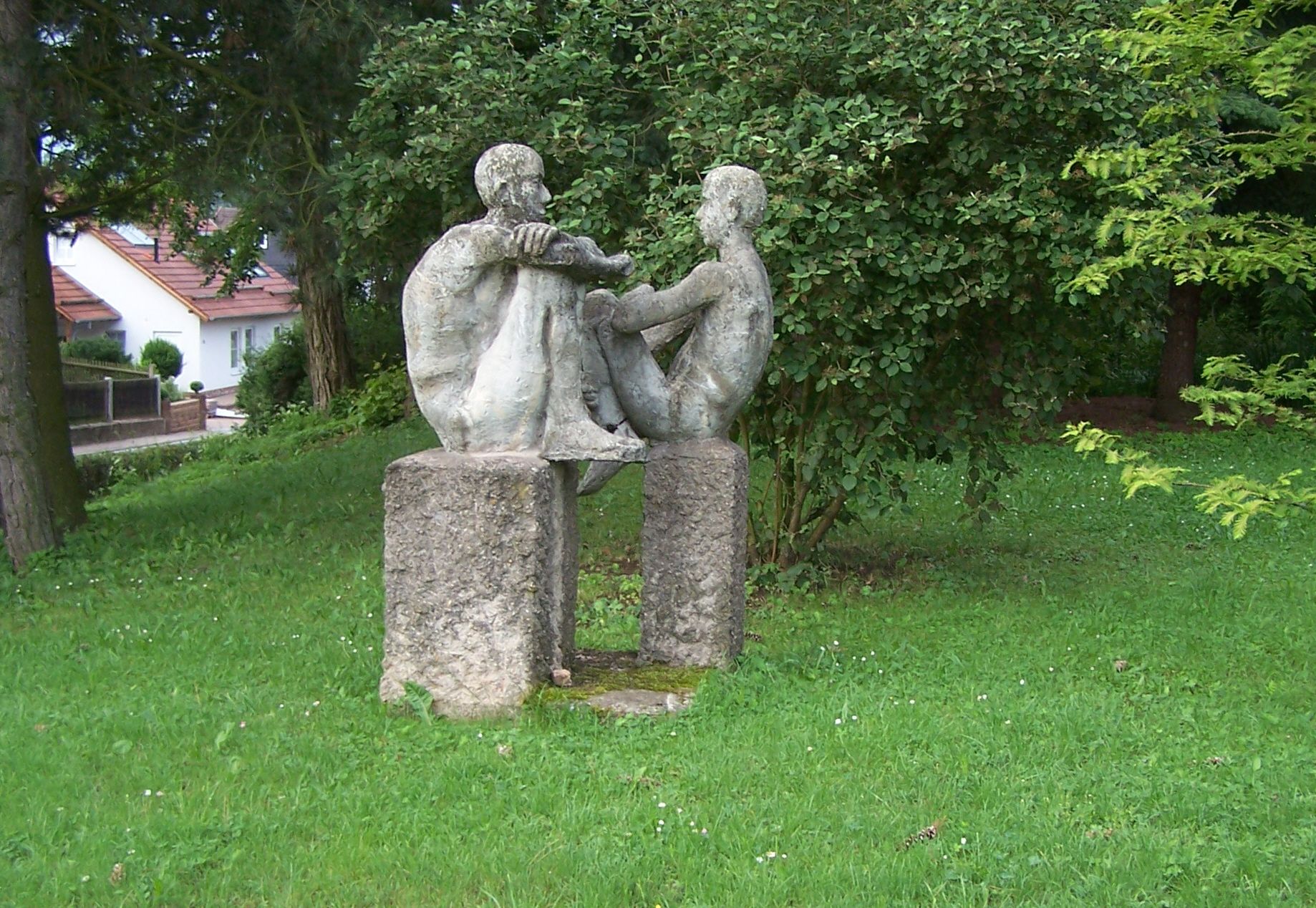
Zwei „ewige“ Schüler

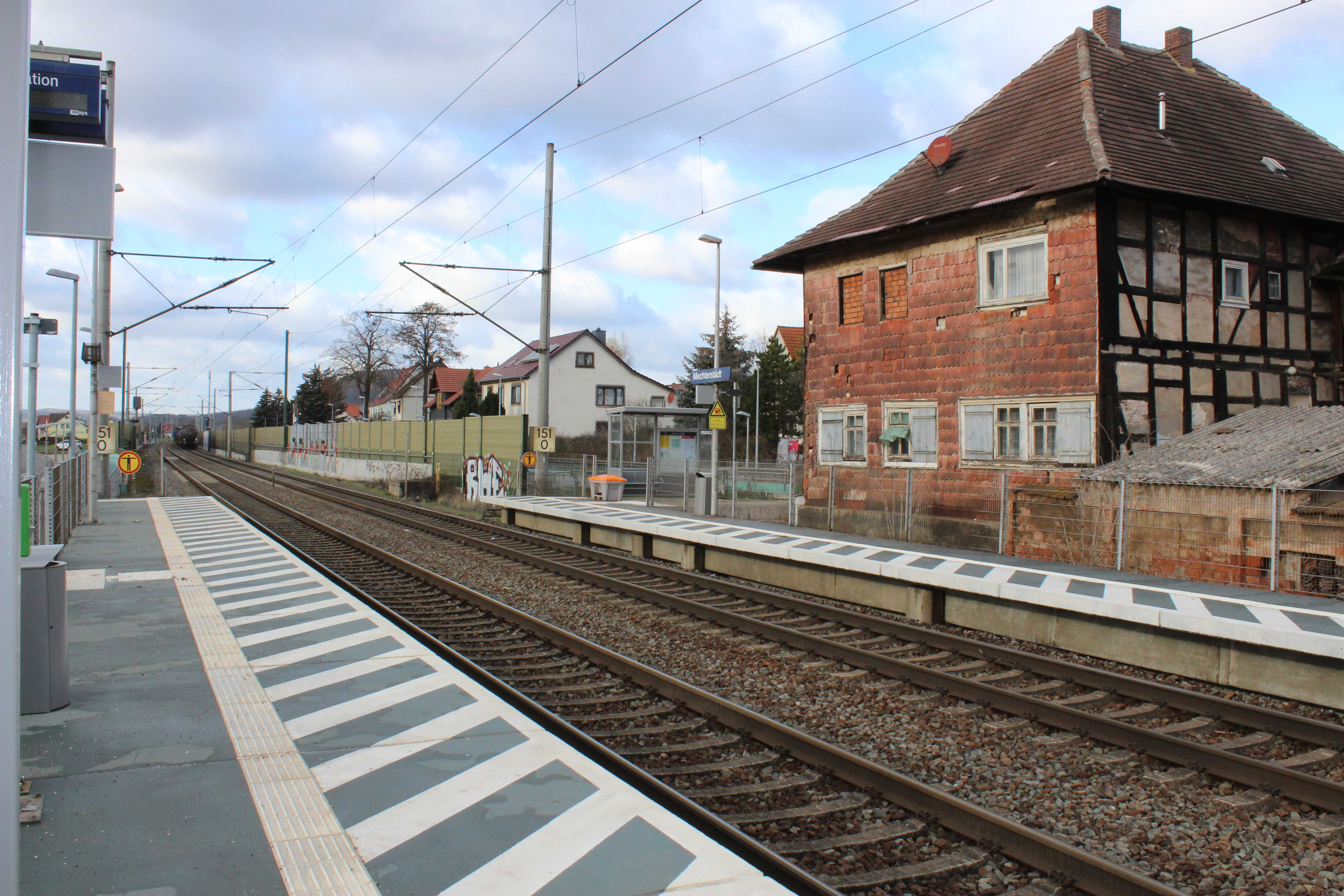
Haltepunkt Mechterstädt (2019)

Mechterstädt besitzt einen Haltepunkt an der Thüringer Bahn von Erfurt nach Eisenach. Heute verkehrt hier die RB 20 Eisenach – Gotha – Erfurt – Weimar – Naumburg – Leipzig im Stundentakt, betrieben von Abellio Rail Mitteldeutschland.
Die Anbindung des Straßenverkehrs ist gewährleistet über die Landesstraße 3007 (Sättelstädt – Teutleben).
Die Neutrassierung der Bundesautobahn 4 für die Nordumfahrung der Hörselberge erfolgt zwischen Mechterstädt und Sättelstädt. Dafür werden zwei parallele Talbrücken neu gebaut und es entsteht näher zum Ort eine Verbesserung der Autobahnanbindung durch den Neubau der Anschlussstelle Sättelstädt.
Das Dorf liegt am Radfernweg Thüringer Städtekette.

### Bildung
Mechterstädt hat drei verschiedene Bildungseinrichtungen. Die Regelschule „Bertha von Suttner“, die Grundschule „Hörseltal“ und die Kindertagesstätte „Dreikäsehoch“.

## Persönlichkeiten

### Söhne und Töchter des Ortes
- Michael Bach (1687–1772), Glaser, Schreiner und Orgelbauer, der sich um die Instandhaltung der Kirche und der Orgel verdient gemacht hat.
- August Rudloff (1884–1966), Gewerkschafter, Kommunalpolitiker (SPD/USPD/KPD/SED) und Ehrenbürger der Stadt Eisenach
- Franz Cott (* 1926), Politiker (DBD)

## Partnerschaften
Mit den Gemeinden und Ortschaften Saclay im französischen Département Essonne, seit 1996 und mit Ballincollig bei Cork, Irland, seit 1998/99 bestehen Partnerschaften.